# 坂井成利
坂井 成利（さかい なりとし）は、戦国時代の武将。

## 生涯
織田信長の家臣である赤川景弘の子。自身も織田信長に仕えたが、信長の武将である坂井政尚と義兄弟の盟約を結んだため、主命により苗字も坂井氏と改めた。後に信長次男の織田信雄に仕えた。成利は信雄の重臣である岡田重孝と親しかったが、天正12年（1584年）信雄の命で重孝は誅殺された。この時、成利は信雄の命で緒川にいたが、直後の小牧・長久手の戦いでは重孝弟の岡田善同と共に星崎城を守備し、織田勢に敗れて退城した。その後、豊臣秀吉配下となり、伊勢国に2000石を領する。慶長5年（1600年）領内で一揆が起こったためにこれを平定しようとしたが、矢を受けて戦没した。家督は子の成政が継いだ。